# Michael Trevino
Michael Trevino (* 25. ledna 1985, Montebello, Kalifornie, Spojené státy americké) je americký herec. Jeho nejznámější role je Tyler Lockwood v televizním seriálu Upíří deníky.

## Životopis

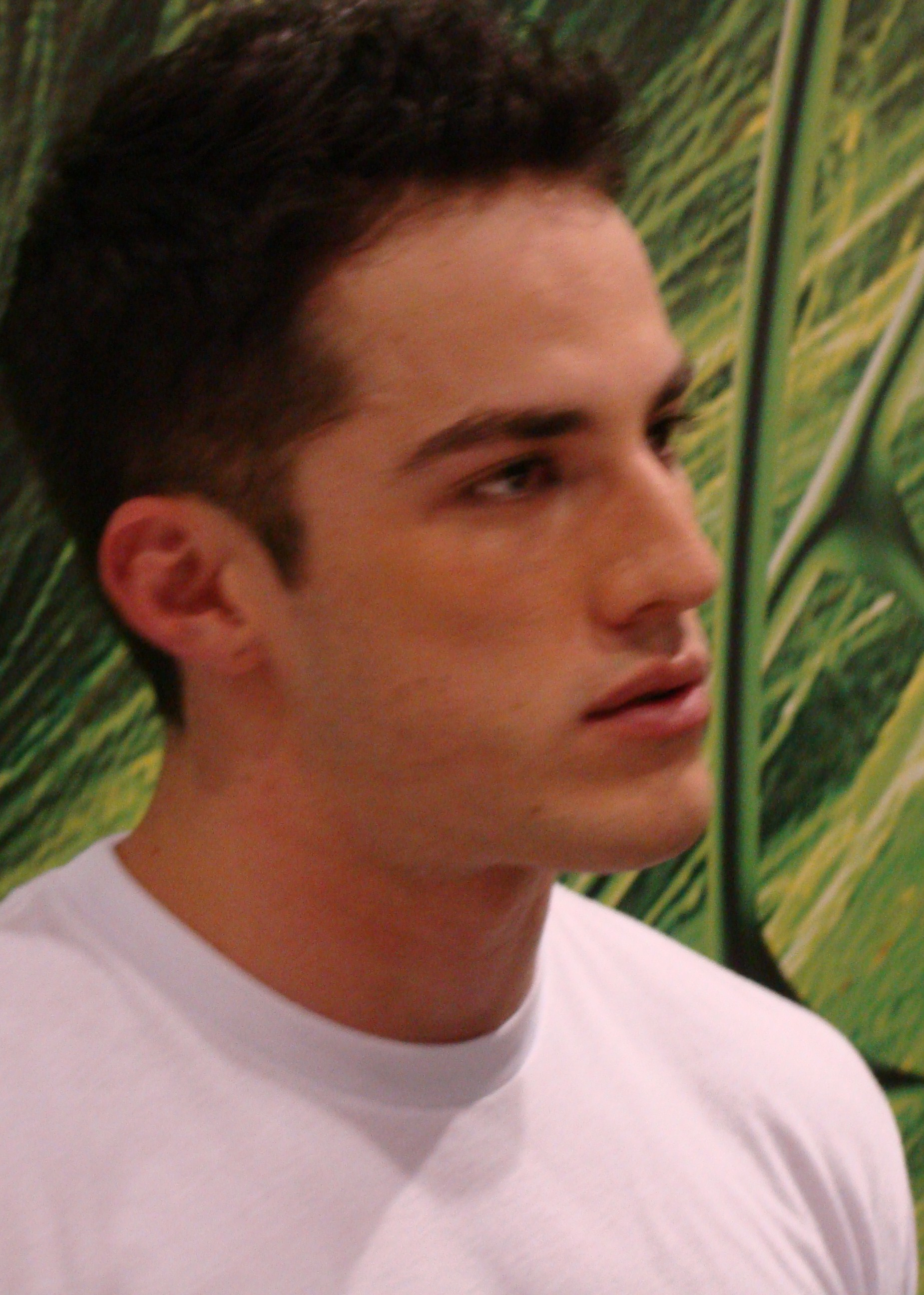

Byl vychováván Montebellu a později ve Valencii v Kalifornii. Jeho matka pochází z města Zacatecas v Mexiku a jeho otec se narodil v městě Fresno v Kalifornii do rodiny mexických imigrantů.

## Kariéra
Zahrál si roli Jacksona Meadeho, dědice Meade Milk, v původním filmu Disney Channel s názvem Krásky od krav. Také hostoval v seriálech Odložené případy, Beze stopy, Sběratelé kostí, První prezidentka a Kriminálka Miami. Objevil se v malé roli ve filmu Bulšit. Měl malou roli v televizním seriálu Čarodějky, a to v díle „Znamení" osmé řady.
Měl vedlejší roli v seriálu Invaze buranů, kde si v první řadě zahrál středoškolského studenta Brenta a objevil se i ve třetím díle druhé řady. Zahrál si roli Jaimeho Vegy v televizním seriálu Cane.
Zahrál si roli Ozzieho ve třech dílech seriálu 90210: Nová generace.
Od listopadu 2009 hrál roli Tylera Lockwooda v seriálu Upíří deníky, který vysílala stanice The CW do roku 2017. V roce 2018 bylo potvrzeno, že získal jednu z hlavních rolí seriálu Roswell: Nové Mexiko.

## Osobní život
Během let 2010 až 2014 chodil s herečkou Jennou Ushkowitz.

## Filmografie

### Film
| Rok  | Název                       | Role           | Poznámky            |
| ---- | --------------------------- | -------------- | ------------------- |
| 2012 | Únos                        | Tad            |                     |
| 2016 | Sunset Park                 | Gino Sarcione  |                     |
| 2017 | Baker Daily: Trump Takedown | Michael Hanson | krátkometrážní film |
| 2018 | Out of Control              | Bennet Kayser  |                     |
| 2018 | The Caption                 | muž            | krátkometrážní film |

### Televize
| Rok         | Název                | Role            | Poznámky                                                      |
| ----------- | -------------------- | --------------- | ------------------------------------------------------------- |
| 2005        | Kalifornské léto     | Tim Bowser      | díl: „Jsem mrož“                                              |
| 2005        | První prezidentka    | Kevin           | díl: „Rubie Dubidoux and the Brown Bound Express“             |
| 2005        | Čarodějky            | Alistair        | díl: „Znamení“                                                |
| 2005        | Beze stopy           | Carter Rollins  | díl: „Bílá a černá“                                           |
| 2006        | Krásky od krav       | Jackson Meade   | TV film (Disney Channel)                                      |
| 2006        | Odložené případy     | Zach            | díl: „Běsnění“                                                |
| 2006        | Kriminálka Miami     | Matthew Batra   | díl: „Ve službě vlasti“                                       |
| 2006        | Sběratelé kostí      | Graham Hastings | díl: „Bezhlavá čarodějnice v lese“                            |
| 2007        | Cane                 | Jaime Vega      | hlavní role, 13 dílů                                          |
| 2007–2008   | Invaze buranů        | Brent           | 4 díly                                                        |
| 2008        | 90210: Nová generace | Ozzie Cardoza   | 2 díly                                                        |
| 2008        | Austin Golden Hour   | Jake            | TV film                                                       |
| 2009        | Kriminálka Las Vegas | Dave Henkel     | díl: „Dál, dál, dál“                                          |
| 2009        | Tam, kde je láska    | Joshua          | TV film                                                       |
| 2009        | Mentalista           | Brandon Fulton  | díl: „Tucet rudých růží“                                      |
| 2009        | Kriminálka New York  | Gavin Skidmore  | díl: „Kořist“                                                 |
| 2009 – 2017 | The Vampire Diaries  | Tyler Lockwood  | hlavní role (1.–6.řada), vedlejší role (7.–8. řada), 143 dílů |
| 2013        | The Originals        | Tyler Lockwood  | 2 díly                                                        |
| 2015        | Kingmakers           |                 | neprodaný televizní pilotní díl                               |
| 2017        | "Timberwood"         | Ryan Torres     | díl: „Orientation“                                            |
| 2019–2022   | Roswell: Nové Mexiko | Kyle Valenti    | hlavní role                                                   |

## Ocenění
| Rok  | Cena               | Kategorie                                 | Práce        | Výsledek  |
| ---- | ------------------ | ----------------------------------------- | ------------ | --------- |
| 2011 | Alma Awards        | Nejlepší televizní herec ve vedlejší roli | Upíří deníky | nominace  |
| 2011 | Teen Choice Awards | Zloděj scén (televize)                    | Upíří deníky | vítězství |
| 2012 | Alma Awards        | Nejlepší televizní herec ve vedlejší roli | Upíří deníky | nominace  |
| 2012 | Teen Choice Awards | Zloděj scén (televize)                    | Upíří deníky | vítězství |
| 2014 | Teen Choice Awards | Zloděj scén (televize)                    | Upíří deníky | nominace  |